# Комиссия по трудовым спорам
Комиссия по трудовым спорам — в соответствии с трудовым законодательством Российской Федерации — первичный орган по рассмотрению индивидуальных трудовых споров, возникающих на предприятиях, в учреждениях, организациях (подразделениях).

## Образование комиссий
Комиссии по трудовым спорам образуются по инициативе работников (представительного органа работников) и (или) работодателя (организации, индивидуального предпринимателя) из равного числа представителей работников и работодателя. Работодатель и представительный орган работников, получившие предложение в письменной форме о создании комиссии, обязаны в десятидневный срок направить в комиссию своих представителей. Представители работодателя в комиссию назначаются руководителем организации, работодателем — индивидуальным предпринимателем. Представители работников в комиссию избираются общим собранием (конференцией) работников или делегируются представительным органом работников с последующим утверждением на общем собрании (конференции) работников. По решению общего собрания работников комиссии могут быть образованы в структурных подразделениях организации. Эти комиссии образуются и действуют на тех же основаниях, что и комиссии по трудовым спорам организации. В комиссиях по трудовым спорам структурных подразделений организаций могут рассматриваться индивидуальные трудовые споры в пределах полномочий этих подразделений.
Комиссия имеет свою печать. Организационно-техническое обеспечение деятельности комиссии по трудовым спорам осуществляется работодателем. Комиссия избирает из своего состава председателя, заместителя председателя и секретаря комиссии.

## Компетенция комиссии
Комиссия является органом по рассмотрению индивидуальных трудовых споров, за исключением споров, по которым Трудовым кодексом РФ и иными федеральными законами установлен другой порядок их рассмотрения. Индивидуальный трудовой спор рассматривается комиссией по трудовым спорам, если работник самостоятельно или с участием своего представителя не урегулировал разногласия при непосредственных переговорах с работодателем.

## Срок обращения в комиссию
Работник может обратиться в комиссию в трехмесячный срок со дня, когда он узнал или должен был узнать о нарушении своего права. В случае пропуска по уважительным причинам установленного срока комиссия может его восстановить и разрешить спор по существу.

## Порядок рассмотрения индивидуального трудового спора в комиссии
Заявление работника, поступившее в комиссию, подлежит обязательной регистрации указанной комиссией.
Комиссия обязана рассмотреть индивидуальный трудовой спор в течение десяти календарных дней со дня подачи работником заявления. Спор рассматривается в присутствии работника, подавшего заявление, или уполномоченного им представителя. Рассмотрение спора в отсутствие работника или его представителя допускается лишь по письменному заявлению работника. В случае неявки работника или его представителя на заседание указанной комиссии рассмотрение трудового спора откладывается. В случае вторичной неявки работника или его представителя без уважительных причин комиссия может вынести решение о снятии вопроса с рассмотрения, что не лишает работника права подать заявление о рассмотрении трудового спора повторно в пределах срока, установленного Трудовым кодексом РФ. Комиссия имеет право вызывать на заседание свидетелей, приглашать специалистов. По требованию комиссии работодатель (его представители) обязан в установленный комиссией срок представлять ей необходимые документы. Заседание комиссии по трудовым спорам считается правомочным, если на нем присутствует не менее половины членов, представляющих работников, и не менее половины членов, представляющих работодателя. На заседании комиссии ведется протокол, который подписывается председателем комиссии или его заместителем и заверяется печатью комиссии.

## Порядок принятия решения комиссией и его содержание
Комиссия принимает решение тайным голосованием простым большинством голосов присутствующих на заседании членов комиссии.
В решении комиссии указываются:
- наименование организации либо фамилия, имя, отчество работодателя — индивидуального предпринимателя, а в случае, когда индивидуальный трудовой спор рассматривается комиссией по трудовым спорам структурного подразделения организации, — наименование структурного подразделения;
- фамилия, имя, отчество, должность, профессия или специальность обратившегося в комиссию работника;
- даты обращения в комиссию и рассмотрения спора, существо спора;
- фамилии, имена, отчества членов комиссии и других лиц, присутствовавших на заседании;
- существо решения и его обоснование (со ссылкой на закон, иной нормативный правовой акт);
- результаты голосования.

Копии решения комиссии, подписанные председателем комиссии или его заместителем и заверенные печатью комиссии, вручаются работнику и работодателю или их представителям в течение трех дней со дня принятия решения.

## Обжалование решения комиссии и перенесение рассмотрения индивидуального трудового спора в суд
В случае, если индивидуальный трудовой спор не рассмотрен комиссией в десятидневный срок, работник имеет право перенести его рассмотрение в суд. Решение комиссии может быть обжаловано работником или работодателем в суд в десятидневный срок со дня вручения ему копии решения комиссии. В случае пропуска по уважительным причинам установленного срока суд может восстановить этот срок и рассмотреть индивидуальный трудовой спор по существу. В судах рассматриваются индивидуальные трудовые споры по заявлениям работника, работодателя или профессионального союза, защищающего интересы работника, когда они не согласны с решением комиссии по трудовым спорам либо когда работник обращается в суд, минуя комиссию, а также по заявлению прокурора, если решение комиссии не соответствует трудовому законодательству и иным актам, содержащим нормы трудового права.